# Nargis (Loiret)
Nargis és un municipi francès al departament del Loiret (regió de Centre-Vall del Loira). L'any 2007 tenia 1.251 habitants.

## Població
El 2007 la població de fet de Nargis era de 1.251 persones. Hi havia 490 famílies, de les quals 116 eren unipersonals (52 homes vivint sols i 64 dones vivint soles), 169 parelles sense fills, 161 parelles amb fills i 44 famílies monoparentals amb fills.
La població ha evolucionat segons el següent gràfic:
Habitants censats:

## Habitatges
El 2007 hi havia 833 habitatges, 503 eren l'habitatge principal de la família, 306 eren segones residències i 24 estaven desocupats. 611 eren cases i 7 eren apartaments. Dels 503 habitatges principals, 438 estaven ocupats pels seus propietaris, 53 estaven llogats i ocupats pels llogaters i 12 estaven cedits a títol gratuït; 6 tenien una cambra, 36 en tenien dues, 106 en tenien tres, 149 en tenien quatre i 206 en tenien cinc o més. 418 habitatges disposaven pel capbaix d'una plaça de pàrquing. A 219 habitatges hi havia un automòbil i a 242 n'hi havia dos o més.

## Piràmide de població
La piràmide de població per edats i sexe el 2009 era:
| Homes | Edats   | Dones |
| ----- | ------- | ----- |
| 4     | 95 o +  | 0     |
| 0     | 90 a 94 | 8     |
| 8     | 85 a 89 | 12    |
| 4     | 80 a 84 | 16    |
| 4     | 75 a 79 | 20    |
| 28    | 70 a 74 | 36    |
| 40    | 65 a 69 | 32    |
| 20    | 60 a 64 | 28    |
| 24    | 55 a 59 | 8     |
| 44    | 50 a 54 | 48    |
| 60    | 45 a 49 | 36    |
| 44    | 40 a 44 | 48    |
| 44    | 35 a 39 | 44    |
| 16    | 30 a 34 | 40    |
| 20    | 25 a 29 | 20    |
| 36    | 20 a 24 | 20    |
| 24    | 15 a 19 | 40    |
| 36    | 10 a 14 | 56    |
| 48    | 5 a 9   | 44    |
| 32    | 0 a 4   | 16    |

## Economia
El 2007 la població en edat de treballar era de 781 persones, 597 eren actives i 184 eren inactives. De les 597 persones actives 540 estaven ocupades (291 homes i 249 dones) i 57 estaven aturades (30 homes i 27 dones). De les 184 persones inactives 67 estaven jubilades, 57 estaven estudiant i 60 estaven classificades com a «altres inactius».

### Ingressos
El 2009 a Nargis hi havia 553 unitats fiscals que integraven 1.354,5 persones, la mediana anual d'ingressos fiscals per persona era de 18.875 €.

### Activitats econòmiques
Dels 46 establiments que hi havia el 2007, 2 eren d'empreses extractives, 2 d'empreses alimentàries, 5 d'empreses de construcció, 16 d'empreses de comerç i reparació d'automòbils, 2 d'empreses de transport, 3 d'empreses d'hostatgeria i restauració, 1 d'una empresa d'informació i comunicació, 1 d'una empresa financera, 1 d'una empresa immobiliària, 7 d'empreses de serveis, 2 d'entitats de l'administració pública i 4 d'empreses classificades com a «altres activitats de serveis».
Dels 9 establiments de servei als particulars que hi havia el 2009, 2 eren tallers de reparació d'automòbils i de material agrícola, 1 establiment de lloguer de cotxes, 1 paleta, 1 guixaire pintor, 1 fusteria, 1 lampisteria, 1 perruqueria i 1 restaurant.
Dels 4 establiments comercials que hi havia el 2009, 1 era una botiga de més de 120 m², 1 una botiga de menys de 120 m², 1 una fleca i 1 una sabateria.
L'any 2000 a Nargis hi havia 13 explotacions agrícoles que ocupaven un total de 1.290 hectàrees.

## Equipaments sanitaris i escolars
L'únic equipament sanitari que hi havia el 2009 era una ambulància. El 2009 hi havia una escola maternal integrada dins d'un grup escolar amb les comunes properes formant una escola dispersa.

## Poblacions properes
El següent diagrama mostra les poblacions més properes.

## Clima
L'any 2010 el clima de la comuna era del tipus de clima oceànic degradat de les planes central i nord, segons un estudi del CNRS basat en una sèrie de dades que cobreixen el període 1971-2000. L'any 2020 Météo-France va publicar una tipologia dels climes de la França metropolitana en què el municipi està exposat a un clima oceànic alterat i es troba a la regió climàtica del nord-est de la conca de París, caracteritzat per una poca insolació, una precipitació mitjana distribuïda regularment durant l'any i un hivern fred (3 °C). Per al període 1971-2000, la temperatura mitjana anual és d'11,2 °C, amb una amplitud tèrmica anual de 15,9 °C. La precipitació mitjana anual acumulada és de 688 mm, amb 11 dies de precipitació al gener i 7,3 dies al juliol.  Per al període 1991-2020, la temperatura mitjana anual observada a l'estació meteorològica de Météo-France més propera, a la comuna d'Amilly 15 km en línia recta,  és d'11,7 °C i la precipitació mitjana anual acumulada és de 642,8 mm Per al futur, els paràmetres climàtics del municipi estimats per al 2050 segons diferents escenaris d'emissió de gasos d'efecte hivernacle es poden consultar en un lloc dedicat publicat per Météo-France el novembre de 2022.